# Pintu Besi
Pintu Besi is een bestuurslaag in het regentschap Karo van de provincie Noord-Sumatra, Indonesië. Pintu Besi telt 236 inwoners (volkstelling 2010).